# 아스팔트 피니셔

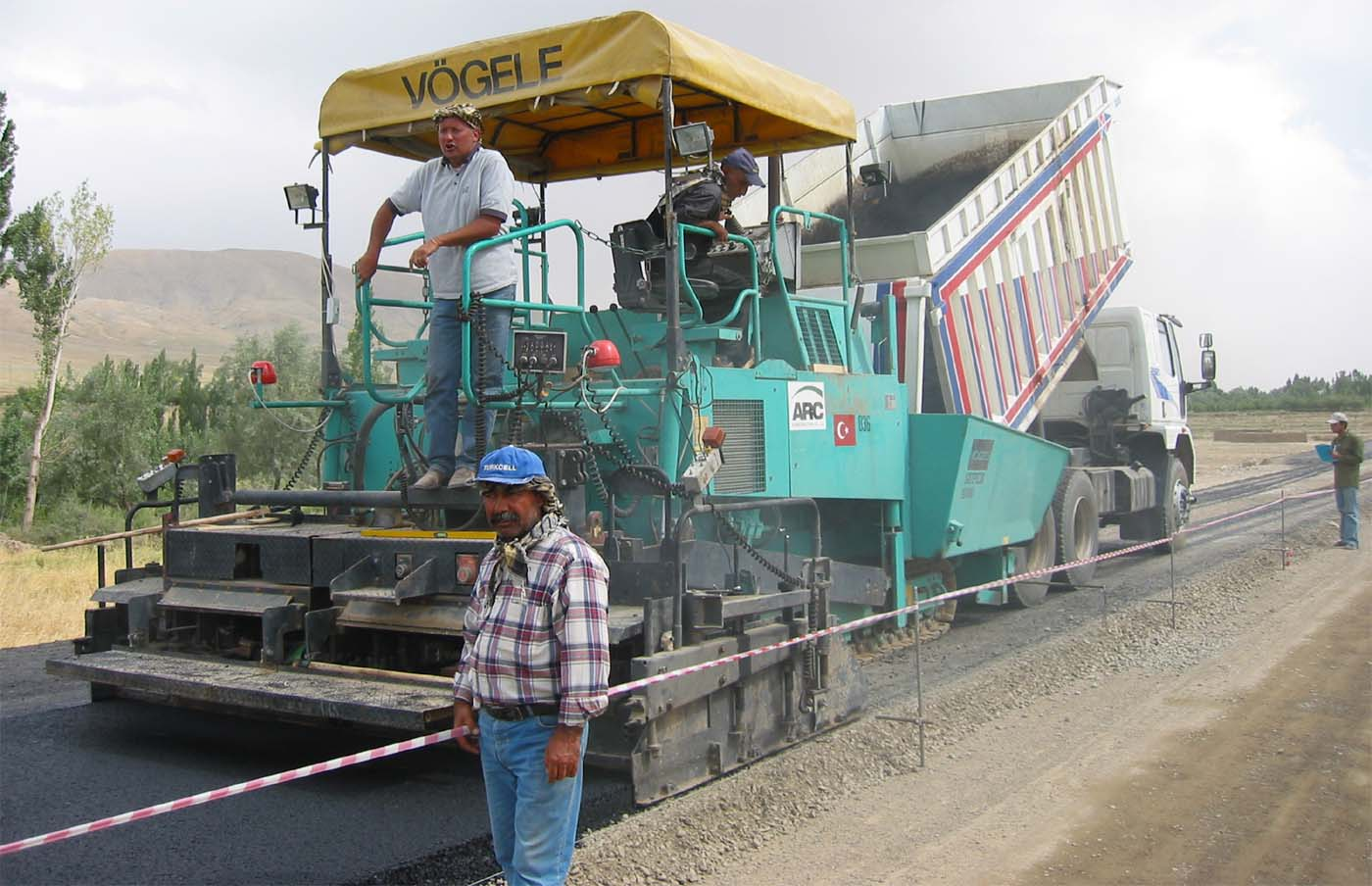

아스팔트 피니셔는 도로, 교량, 주차장 및 기타 장소에 아스팔트 콘크리트 또는 포장도로를 놓는 데 사용되는 건설 장비이다. 이 기계는 재료를 평평하게 놓고 약간의 압축을 제공한다. 일반적으로 로드 롤러에 의한 최종 압축이 이어진다. 대한민국에서 이 기계를 운전하기 위해서는 롤러운전기능사 자격증이 필요하다.

## 역사
아스팔트 포장기는 원래 자재 취급 시스템을 제조했던 척 버리스(Chuck Burris Co.)에서 개발되었다. 1929년에 시카고 테스팅 레버러토리(Chicago Testing Laboratory)는 자재 로더를 사용하여 아스팔트 도로를 건설하기 위해 그들에게 접근했다. 이것이 파트너십으로 이어지지는 않았지만 버리스는 단일 공정으로 콘크리트를 혼합하고 배치하는 당시의 콘크리트 포장 기계를 기반으로 하는 기계를 개발했다. 이 구쉉은 원하는만큼 효과적인 것으로 입증되지 않았으며 공정이 분리되어 현대적인 포장기 개발이 진행되었다. 1933년에 독립적인 플로트 스크리드가 발명되었으며 탬퍼 바와 결합하여 균일한 재료 밀도와 두께를 제공했다. 버리스는 1936년 4월 10일에 "도로 부설용 기계 및 공정"에 대한 특허를 출원했으며 1938년 12월 6일에 미국 특허 2,138,828을 받았다. 척 버리스가 개발한 포장기의 주요 기능은 기계 제어가 개선되었음에도 이후 대부분의 포장기에 통합되었다.

## 같이 보기
- 도로
- 도로 포장
- 토목공학